# Nero Wolfe
Nero Wolfe – fikcyjna postać detektywa stworzona przez pisarza Rexa Stouta w roku 1934.
Nero Wolfe jest prywatnym detektywem mieszkającym w Nowym Jorku, który nigdy nie opuszcza swego wytwornego domu na Manhattanie. Informacji niezbędnych do rozwiązania sprawy kryminalnej dostarcza mu asystent Archie Goodwin, pełniący rolę narratora w powieściach.
Detektyw jest wielkim smakoszem. Hobby Wolfe stanowi hodowla orchidei.
Jego główną cechą charakterystyczną jest jego tusza. Jest to człowiek bardzo otyły. Jednocześnie jest bardzo bystrym detektywem, który potrafi wyciągać wnioski z przedmiotów i wydarzeń, które innym wydają się nieistotne. Również tajemniczy, nawet Goodwinowi często nie zdradza motywów swego działania.

## Serial
W latach 2000–2002 nakręcono 20-odcinkowy serial "A Nero Wolfe Mystery" (Śledztwo prowadzi Nero Wolfe).